# George Bruns

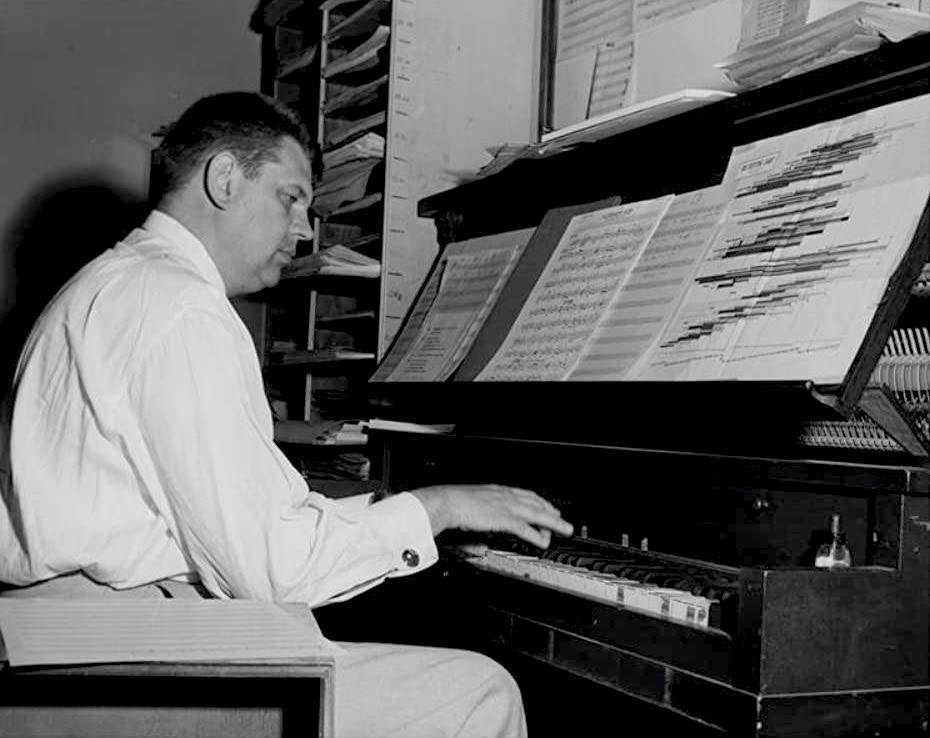
George Bruns in 1955

George Bruns (Sandy (Oregon), 3 juli 1914 - Portland (Oregon), 23 mei 1983) was een Amerikaans componist van muziek voor onder meer televisieseries en films, met name Disney-films. Hij is vier keer genomineerd geweest voor de Oscars.
Zijn werk bevat onder andere Yo Ho (a pirate's life for me), dat hij geschreven heeft in samenwerking met Xavier Atencio. Dit lied werd gebruikt in de attractie Pirates of the Caribbean. Ook schreef hij soundtrack voor de Disney films De Aristokatten, Jungle Book, Robin Hood, 101 Dalmatiërs en Doornroosje.
Bruns was gehuwd met de stemactrice Ilene Woods en overleed aan een hartaanval op 68-jarige leeftijd.
- Bibsys: 9015077
- Biblioteca Nacional de España: XX1296185
- Bibliothèque nationale de France: cb13996075b (data)
- Gemeinsame Normdatei: 173860311
- International Standard Name Identifier: 0000 0001 1020 1242
- Library of Congress Control Number: n90714931
- Nationale Bibliotheek van Letland: 000344490
- MusicBrainz: 4204e06b-d2e4-4823-b6f3-47f7593518cb
- Nationale Bibliotheek van Tsjechië: xx0172467
- Nationale Bibliotheek van Israël: 987009451683505171
- Nederlandse Thesaurus van Auteursnamen: 071782621
- SNAC: w62k0j1c
- Système universitaire de documentation: 161574211
- Virtual International Authority File: 2666803
- WorldCat: E39PBJpjgv3WTgf6Gwy8QX7WDq